# Jindo
Jinto este numele unei rase de câini originare din Coreea de Sud.
Descriere fizică: blana câinilor din rasa Jinto poate fi albă, galbenă, roșu cu alb, cafenie, cafenie cu alb, neagră sau neagră cu cafeniu.
Înălțimea: femele: 41-58 cm; masculi: 48-65 cm
Greutatea: femele: 11-18 kg;masculi: 16-23 kg.
Sunt extrem de puternici și pot fi dresați spre a fi câini de pază dar pot fi luați și de familii cu copii.